# Vladyslav Terzyul
Vladyslav Oleksandrovyč Terzyul (in ucraino Владислав Олександрович Терзиул?; Artëm, 16 giugno 1953 – Makalu, 18 maggio 2004) è stato un alpinista ucraino.
Seppur l'impresa non sia unanimemente accertata, è uno dei pochi uomini al mondo ad aver scalato tutte le quattordici vette al mondo superiori agli 8000 metri e ad averlo fatto in stile alpino (ovvero con equipaggiamento leggero e senza bombole d'ossigeno). Ha trovato la morte sul monte Makalu durante l'ultima ascesa. Vista la dinamica non certa dei fatti, non tutte le fonti sono concordi nell'attribuirgli il raggiungimento della vetta.

## Biografia
Nato da un padre ingegnere minerario e una madre insegnante, a causa del lavoro del padre, da ragazzo è costretto a vivere viaggiando: Indigirka, Kuzbuss e Kirgizia. Dopo aver lavorato come geologo in Jakuzia e nella Siberia polare, si laurea in ingegneria navale presso l'Università statale di Novosibirsk. Lavora quindi come spedizioniere nei porti dell'Unione sovietica e dal 1980 nel porto ucraino di Yuzhnyi nella regione di Odessa.
Inizia l'attività alpinistica solo nel 1979, a ventisei anni, ma con buona esperienza in spedizioni e una grande resistenza ai climi proibitivi acquisita nella vita e nel lavoro di tutti i giorni. Scala più di 50 vette di alta difficoltà, tra cui tutte le principali vette russe.
Istruttore di alpinismo e guida rinomata in patria, nel 1991 parte per la prima volta per l'Himalaia, tra i membri della spedizione sovietico-indiana sul Nanda Devi (7434 m).
Due anni più tardi conquista il suo primo ottomila, il Kanchenjonga, con una spedizione internazionale. Poi è la volta del temibile K2 (1994), del Broad Peak (1995), e, a seguire, gli altri. La cima più alta del mondo, l'Everest, la raggiunge nel 1999, con una spedizione ucraina.

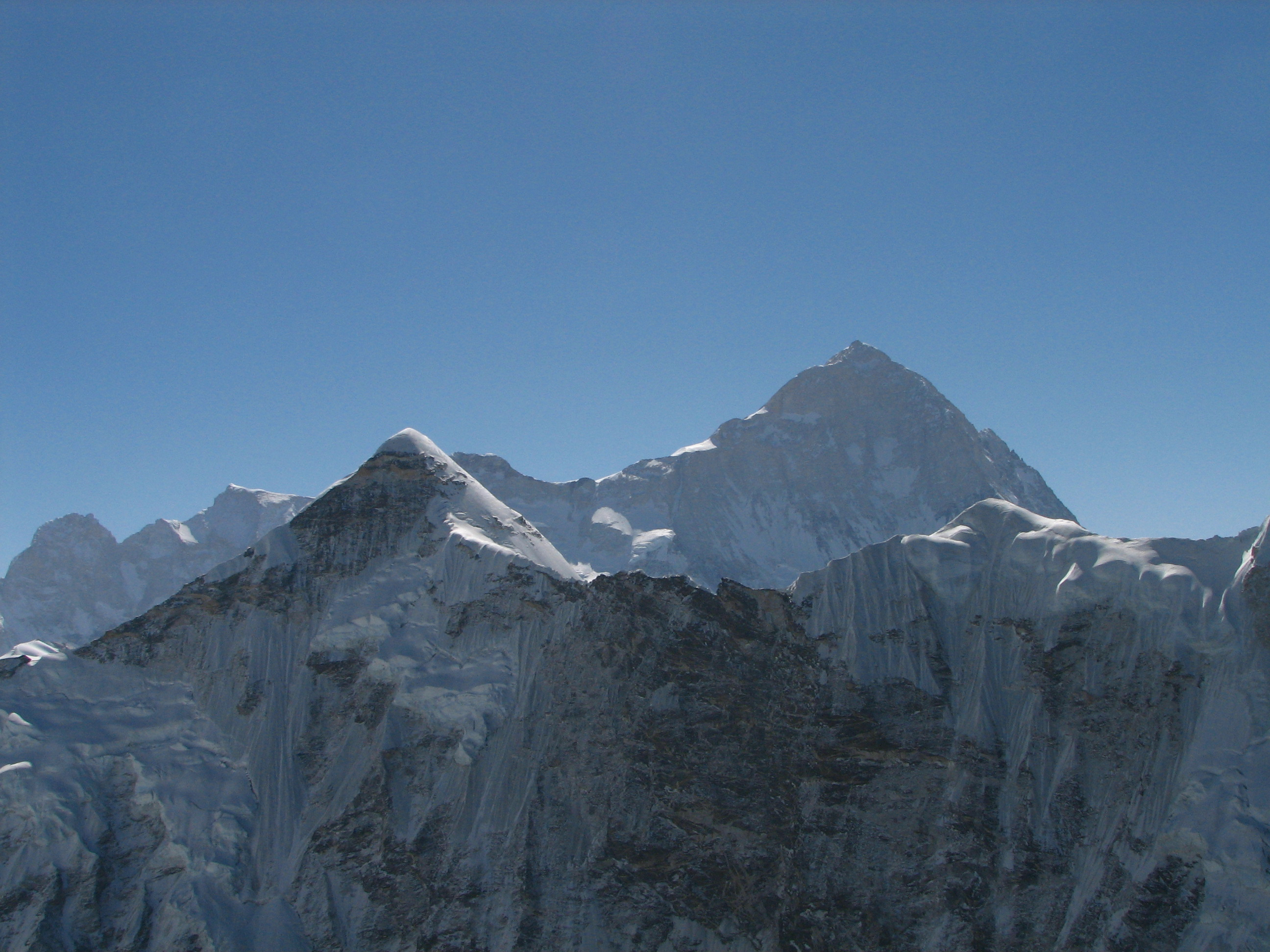
Monte Makalu, Nepal

Tutte le ascensioni agli ottomila gli sono riuscite al primo tentativo, eccetto il Dhaulagiri I, conquistato al secondo. Ha aperto nuove vie (come quella sulla cresta nord-ovest dell'Annapurna I nel 1996 con una spedizione polacca) e conquistato innumerevoli vette.
È stato più volte premiato istituzionalmente per "il coraggio dimostrato in montagna", e nel 2000 è stato nominato cittadino dell'anno della città di Odessa. È stato insignito del premio "Master of Sports" per l'Ucraina a partire dal 1999.
Padre di due figlie e nonno, muore il 18 maggio 2004 durante la discesa (per altri l'ascesa) dal monte Makalu in Nepal, quello che sarebbe stato il suo ultimo dei suoi quattordici ottomila.

## Gli ottomila
- 1993 - Kangchenjunga, cresta est, spedizione internazionale
- 1994 - K2, via degli Abruzzi, spedizione ucraina/Odessa Alpine Club
- 1995 - Broad Peak, via principale (8047 m) lato ovest e lato nord, spedizione internazionale
- 1996 - Gasherbrum II, via classica, spedizione internazionale
- 1996 - Annapurna I, cresta di nord-ovest, nuova via, spedizione polacca internazionale
- 1997 - Nanga Parbat, parete di Diamir, spedizione ucraina
- 1999 - Everest, via classica da nord, spedizione ucraina
- 2000 - Shisha Pangma, via classica (8013 m), spedizione ucraina
- 2000 - Cho Oyu, via classica, in solitaria
- 2001 - Manaslu, cresta di sud est, nuova via, spedizione ucraina
- 2002 - Lhotse, spedizione dell'Odessa Alpclub
- 2002 - Dhaulagiri I
- 2003 - Gasherbrum I
- 2004 - Makalu, cresta ovest, deceduto durante la discesa[1]